# Torre de las Moscas
La Torre  de las Moscas era una torre de guardia y formidable fortaleza en la ciudad y puerto medieval de Acre, que daba al puerto de una isla pequeña y protegía el rico comercio marítimo de la ciudad. También sirvió como un faro. 
Sus orígenes exactos son desconocidos, pero es una estructura antigua, probablemente construida en tiempos de los fenicios. Fueron los cruzados invasores de Europa los que reconstruyeron la torre durante una re-fortificación del antiguo puerto después de la captura de la ciudad en la primera Cruzada.  La torre también se relaciona a un puerto gigante que formaba parte de un sistema para impedir la entrada de  buques.  Las ruinas de la torre son todavía visibles hoy. 
La torre debe su peculiar nombre a los cruzados que primero llegaron a Acre; creyendo que habían llegado a la antigua ciudad bíblica de Ecrón, donde una de las principales deidades era Baal-zebub, que significa literalmente el "Señor de las Moscas". Desde tiempos de la creación de la torre al parecer la basura fue dejada con frecuencia en el lugar, por lo que fue nombrada la Torre de las Moscas. 